# Paa blanfordii
Paa blanfordii és una espècie de granota que viu a la Xina, l'Índia, el Nepal i, possiblement també, a Bhutan.